# Rugby en los Juegos del Pacífico Sur 1971
El Rugby en los Juegos del Pacífico Sur 1971 se disputó en Tahití, participaron 5 selecciones de Oceania.

## Resultados

### Grupo A
| Pos | Países          | Partidos | Partidos | Partidos | Partidos | Tantos | Tantos | Tantos | Pts |
| Pos | Países          | J        | G        | E        | P        | PF     | PC     | DP     | Pts |
| --- | --------------- | -------- | -------- | -------- | -------- | ------ | ------ | ------ | --- |
| 1   | Wallis y Futuna | 1        | 1        | 0        | 0        | 3      | 0      | 3      | 2   |
| 2   | Tahití          | 1        | 0        | 0        | 1        | 0      | 3      | -3     | 0   |

#### Resultados
| 1971 | Tahití | 0 - 3 | Wallis y Futuna |  |  |

### Grupo B
| Pos | Países          | Partidos | Partidos | Partidos | Partidos | Tantos | Tantos | Tantos | Pts |
| Pos | Países          | J        | G        | E        | P        | PF     | PC     | DP     | Pts |
| --- | --------------- | -------- | -------- | -------- | -------- | ------ | ------ | ------ | --- |
| 1   | Samoa           | 2        | 2        | 0        | 0        | 52     | 24     | 28     | 4   |
| 2   | Tahití          | 2        | 1        | 0        | 1        | 45     | 32     | 13     | 2   |
| 3   | Nueva Caledonia | 2        | 0        | 0        | 2        | 14     | 55     | -41    | 0   |

#### Resultados
| 1971 | Islas Cook | 27 - 8 | Nueva Caledonia |  |  |

| 1971 | Samoa | 24 - 18 | Islas Cook |  |  |

| 1971 | Samoa | 28 - 6 | Nueva Caledonia |  |  |

## Fase final

### Semifinales
| 1971 | Samoa | 33 - 11 | Tahití |  |  |

| 1971 | Islas Cook | 29 - 18 | Wallis y Futuna |  |  |

### Medalla de bronce
| 1971 | Tahití | 14 - 0 | Gales |  |  |

### Medalla de oro
| 1971 | Samoa | 23 - 9 | Islas Cook |  |  |